# Chiesa cattolica in Guinea Equatoriale
La Chiesa cattolica in Guinea Equatoriale è parte della Chiesa cattolica universale in comunione con il vescovo di Roma, il papa.

## Storia
Il cattolicesimo giunge in Guinea Equatoriale con i colonizzatori portoghesi e spagnoli nel XVII secolo. Nel 1965 è eretto il vicariato apostolico di Rio Muni, con lo smembramento del vecchio vicariato di Fernando Poo sorto nel 1904. Nel 1966 sorgono le due diocesi di Bata e Malabo e nel 1982 nasce la provincia ecclesiastica autonoma con l'erezione della diocesi di Malabo ad arcidiocesi. Tra il 1971 ed il 1980 il governo dittatoriale costrinse la Chiesa cattolica a rimanere senza vescovi, all'espulsione di molti religiosi stranieri e alla detenzione dei sacerdoti autoctoni, alla chiusura di chiese e scuole cattoliche. Nel 1982 papa Giovanni Paolo II ha effettuato una visita pastorale in Guinea Equatoriale.

## Organizzazione territoriale
La chiesa cattolica è presente sul territorio con 1 sede metropolitana e 4 diocesi suffraganee:
- Arcidiocesi di Malabo
  - Diocesi di Bata
  - Diocesi di Ebebiyín
  - Diocesi di Evinayong
  - Diocesi di Mongomo

## Statistiche
Alla fine del 2004 la Chiesa cattolica in Guinea Equatoriale contava:
- 71 parrocchie;
- 110 preti;
- 183 suore religiose;
- 78 istituti scolastici;
- 10 istituti di beneficenza.

La popolazione cattolica ammontava a 549.605 cristiani, pari al 93,56% della popolazione.

## Nunziatura apostolica
La Delegazione apostolica della Guinea Equatoriale è stata istituita nel 1971. Il 28 dicembre 1981 fu elevata al rango di Nunziatura apostolica con il breve Valde optabile di papa Giovanni Paolo II. Sede del nunzio è nella città di Yaoundé in Camerun.
Delegati apostolici:
- Jean Jadot, arcivescovo titolare di Zuri (15 maggio 1971 - 23 maggio 1973 nominato delegato apostolico negli Stati Uniti d'America)
- Luciano Storero, arcivescovo titolare di Tigimma (30 giugno 1973 - 14 luglio 1976 nominato pro-nunzio apostolico in India)
- Josip Uhač, arcivescovo titolare di Tharros (7 ottobre 1976 - 3 giugno 1981 nominato pro-nunzio apostolico nella Repubblica Democratica del Congo)
- Donato Squicciarini, arcivescovo titolare di Tiburnia (16 settembre 1981 - 28 dicembre 1981 nominato pro-nunzio apostolico)

Pro-nunzi apostolici:
- Donato Squicciarini, arcivescovo titolare di Tiburnia (28 dicembre 1981 - 1º luglio 1989 nominato nunzio apostolico in Austria)
- Santos Abril y Castelló, arcivescovo titolare di Tamada (2 ottobre 1989 - 24 febbraio 1996 nominato nunzio apostolico in Jugoslavia)

Nunzi apostolici:
- Félix del Blanco Prieto, arcivescovo titolare di Vannida (28 giugno 1996 - 24 giugno 2003 nominato nunzio apostolico in Libia)
- Eliseo Antonio Ariotti, arcivescovo titolare di Vibiana (5 agosto 2003 - 5 novembre 2009 nominato nunzio apostolico in Paraguay)
- Piero Pioppo, arcivescovo titolare di Torcello (25 gennaio 2010 - 8 settembre 2017 nominato nunzio apostolico in Indonesia)
- Julio Murat, arcivescovo titolare di Orange (29 marzo 2018 - 9 novembre 2022 nominato nunzio apostolico in Svezia e Islanda)
- José Avelino Bettencourt, arcivescovo titolare di Cittanova, dal 30 agosto 2023

## Conferenza episcopale
L'episcopato locale costituisce la Conferenza episcopale della Guinea Equatoriale (Conferencia Episcopal de Guinea Ecuatorial, CEGE).
La CEGE è membro della Association des Conférences Episcopales de la Région de l'Afrique Central (ACERAC) e del Symposium of Episcopal Conferences of Africa and Madagascar (SECAM).
Elenco dei presidenti della Conferenza episcopale:
- Rafael María Nze Abuy, arcivescovo di Malabo (1983 - 7 luglio 1991)
- Anacleto Sima Ngua, vescovo di Bata (1992 - 2000)
- Ildefonso Obama Obono, arcivescovo di Malabo (2000 - 11 febbraio 2015)
- Juan Nsue Edjang Mayé, arcivescovo di Malabo (gennaio 2017 - gennaio 2022)
- Juan Domingo-Beka Esono Ayang, vescovo di Mongomo, dal gennaio 2022